# 静岡地震 (1935年)
静岡地震（しずおかじしん）とは、1935年(昭和10年)7月11日に静岡県静岡市付近を震源として発生した地震。同名の地震に1965年4月2日発生の静岡地震があるが、単に静岡地震といった場合は1935年のものを指すことが多い。また「大谷地震」の別名がある。

## 概要
震源位置、静岡県静岡市の北緯35度1.4分、東経138度23.6分、地震の規模はM6.4で、想定東海地震の震源域内で発生した地震である。震源の深さやメカニズムは諸説あり、気象庁では深さを10kmとし、甲斐・他(2008)は地殻内で発生した地震だとした。余震はほとんど観測されず、地震断層が生じたとの報告はない。武尾・他(1979)では震源の深さを27kmとし、これによれば沈み込んだフィリピン海プレートで発生した地震(スラブ内地震)と考えられる。

### 震度
震度3以上を観測した地点は次の通り。
| 震度 | 都道府県 | 観測所                       |
| ---- | -------- | ---------------------------- |
| 6    | 静岡県   | 静岡                         |
| 4    | 静岡県   | 沼津測候所・三島・大宮測候所 |
| 4    | 神奈川県 | 横浜                         |
| 4    | 山梨県   | 甲府                         |
| 3    | 静岡県   | 伊東測候所・御前崎           |
| 3    | 神奈川県 | 横須賀観測所                 |
| 3    | 福井県   | 福井                         |
| 3    | 長野県   | 軽井沢・飯田                 |
| 3    | 愛知県   | 名古屋                       |
| 3    | 三重県   | 津・尾鷲                     |

## 被害
被害は有度山の北側と西側の地域に集中し、静岡市と清水市を中心に死者9名、全壊家屋360戸余りの被害を出した。震央よりもやや離れた場所で被害が大きくなる傾向にあり、日本平の南西側の高松地区、大谷地区と北西側の国吉田地区や栗原地区などで家屋倒壊率10%程度以上の多くの被害を出し、その中間の堀ノ内地区などではあまり被害は出なかった。また、日本平の北東側の有東坂地区や渋川地区でも被害があり、その更に東の清水港でも岩壁の大破があった。
金原・竹村(1935)による現地調査の結果、家屋の被害は大谷川やその西を流れる川の周辺で多く、大谷地区の東側に入ると急激に震害が減っていた。この違いは地盤の違いによるものとされる。また、東海道沿いでは谷津山よりも長沼の静清国道沿いや古庄の方が被害が大きく、古庄から栗原にかけての東海道沿いはほとんど全壊に近い状態だった。川の存在により被害が増加することはよくあるが、長沼・古庄では道路の存在により被害が増加したように見えたとされる。清水市内では巴川以東や志茂町、伝馬町、島崎、入船町付近の被害が大きかった。
道路の被害は小鹿大谷間道路の大谷寄りや八幡高松間道路の有東高松間など、家屋被害の少ないところでも両側に田園のある地帯ではがけ崩れのように亀裂が生じた。道路の亀裂は南北方向に生じ、道路を横切るようなものはなかった。また、有度山の駿河湾に面した崖では大規模ながけ崩れが発生し、八幡山でも小規模ながらがけ崩れが発生した。
なお、この地震の発生に先立って南伊豆蓮台寺温泉では水位の異状が観測されている